# Perschmann Gruppe
Die Perschmann Gruppe ist ein Großhändler für Werkzeuge und Dienstleister für die Kalibrierung von Messmitteln. Ihr Hauptsitz befindet sich in  Braunschweig. Perschmann beschäftigt über 450 Mitarbeiter und erzielte einen unkonsolidierten Gesamtumsatz von über 130 Millionen Euro im Geschäftsjahr 2020. Das Familienunternehmen wird in der fünften Generation von Justus Perschmann geführt.
Zur Unternehmensgruppe gehören die Gesellschaften Hch. Perschmann GmbH (Deutschland), Perschmann Calibration GmbH (Deutschland) und Perschmann Sp. z o.o. (Polen). Seit 1993 ist Perschmann ein Partnerunternehmen der Hoffmann Group. Das Vertriebsgebiet im Bereich Werkzeughandel erstreckt sich von Ost-Niedersachsen über Nordhessen, Sachsen-Anhalt, Brandenburg, Berlin und Mecklenburg-Vorpommern bis an die Ostgrenze Polens. Perschmann Calibration agiert bundesweit sowie im angrenzenden Ausland.

## Geschichte
Im April 1866 eröffnete Heinrich Perschmann am Braunschweiger Hagenmarkt ein Geschäft für Eisen-, Stahl-, Messingwaren und Werkzeuge. Daraus ging die Hch. Perschmann GmbH hervor. Hch. steht als Abkürzung für den Vornamen Heinrich.
1894 trat der Sohn Carl Heinrich Friedrich Max Perschmann in das Unternehmen ein. Die beiden gaben 1901 einen bebilderten und bepreisten Werkzeugkatalog heraus – eigenen Angaben zufolge der erste im Braunschweiger Land. Carl Perschmann sen. erweiterte ab 1910 das Sortiment und setzte auf Qualitätswaren. Inmitten des Ersten Weltkrieges baute er 1917 einen neuen Firmensitz in der Reichsstraße.
1930 trat der älteste Sohn Heinz Perschmann in das Unternehmen ein, bald darauf folgte der jüngere Bruder Carl Heinrich Leuthold Georg Perschmann (Carl Perschmann jun.). Sie modernisierten die Buchführung und eröffneten eine Abteilung für Landtechnik. Die Brüder bauten nach dem Zweiten Weltkrieg das Handelsunternehmen aus Ruinen wieder auf und erweiterten es 1960 um einen Neubau an der Ecke Reichsstraße/Küchenstraße. Das Gebäude entwarf Friedrich Wilhelm Kraemer.
In den 1960er Jahren übernahmen Ulrich Perschmann (Sohn von Heinz Perschmann) sowie dessen Cousins Achim Perschmann und Heinrich Karl Perschmann (Söhne von Carl Perschmann jun.) als vierte Generation das Familienunternehmen. 1978 begann die Kooperation mit der Münchner Hoffmann GmbH Qualitätswerkzeuge. 1986 wurde der Unternehmenssitz nach Wenden verlagert. Seitdem markiert ein über sechs Meter hoher Schraubenschlüssel das Firmengelände.

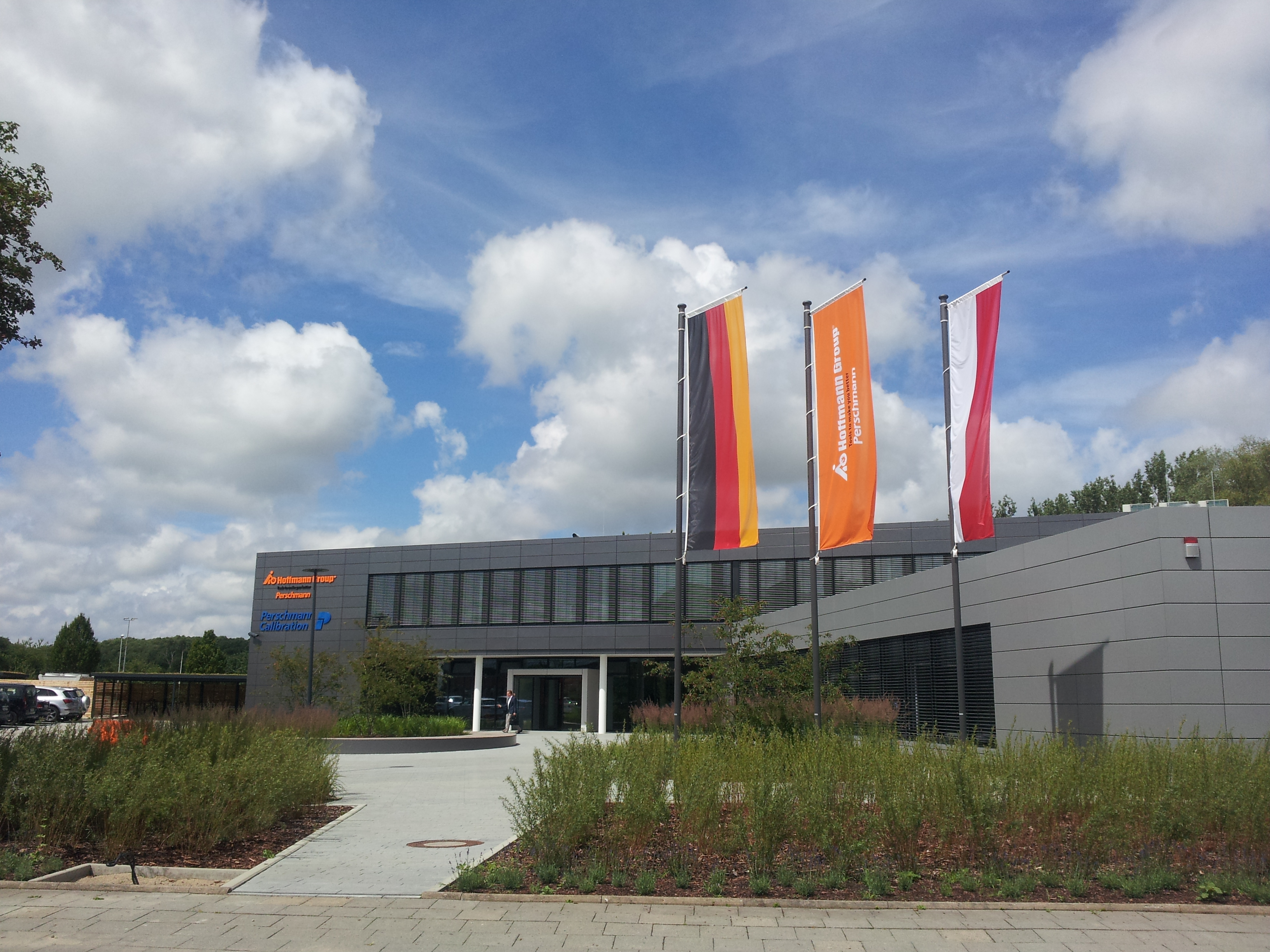
Der Neubau „Markt und Kunde“ nach der Eröffnung (2016).

Anfang der 1990er Jahre traf die Geschäftsleitung die Entscheidung, sich auf Qualitätswerkzeuge zu konzentrieren und verschiedene Geschäftsbereiche aufzugeben oder zu verkaufen. Im Jahr 1991 gründete die Hch. Perschmann GmbH eine Vertriebsniederlassung in Berlin. Ab 1993 baute das Unternehmen am Standort Braunschweig ein Kalibrierlabor auf, aus dem nach zwölf Jahren die Perschmann Calibration GmbH entstand.
Im Verbund mit der Hoffmann Group wurde Perschmann 1996 international. Mit der Gründung von Perschmann Sp. z o.o. in Poznań entstand die erste Auslandsniederlassung. Von 2003 bis 2007 existierte eine weitere Tochtergesellschaft in Großbritannien. Die Perschmann Ltd. Birmingham war ein Joint Venture  mit der Oltrogge & Co. KG aus Bielefeld. Mit der Firma Oltrogge, die ebenfalls ein Partner der Hoffmann Group ist, arbeitet Perschmann bereits seit 2001 in den Bereichen Einkauf und Logistik zusammen.
Seit Anfang 2002 leitet Justus Perschmann, Sohn von Ulrich Perschmann, als geschäftsführender Gesellschafter die Unternehmensgruppe. Im April 2016 entstand der Neubau „Markt und Kunde“.

## Unternehmensstruktur

### Hch. Perschmann GmbH
Die Hch. Perschmann GmbH mit Sitz in Braunschweig und Berlin ist Systemanbieter für Werkzeuge und Produkte zur Metallbe- und Metallverarbeitung. Sie hat über 250 Beschäftigte an den beiden Standorten. Das Kernsortiment umfasst Werkzeuge und Zubehör aus den Bereichen Zerspanung, Spanntechnik, Messtechnik, Schleif- und Trenntechnik sowie verschiedene Schlag- und Montagewerkzeuge. Zu den Produkten des Unternehmens zählen zudem Betriebseinrichtungen und Werkstattbedarf. Für die Betriebseinrichtungen unterhält Perschmann ein zusätzliches Lager in Lehrte. Die Produkte vertreibt der Werkzeughändler über einen Katalog und einen Onlineshop in Kooperation mit der Hoffmann Group.

### Perschmann Calibration GmbH
Die Perschmann Calibration GmbH hat ihren Sitz in Braunschweig sowie in Nürnberg und beschäftigt über 100 Mitarbeiter. Sie ist ein Schwesterunternehmen der Hch. Perschmann GmbH.
Perschmann Calibration ist spezialisiert auf die Kalibrierung und Re-Kalibrierung von Messmitteln. Die Deutsche Akkreditierungsstelle hat das Unternehmen nach DIN EN ISO/IEC 17025:2005 für über 50 Messgrößen, wie z. B. Zeit und Temperatur, Spannung und Druck, Drehmoment und Länge, akkreditiert. Die Kalibrierung kann stationär in den Laboren in Braunschweig und Nürnberg oder direkt bei Kunden vor Ort erfolgen. Seit 2015 hat Perschmann Calibration zudem ein akkreditiertes mobiles Labor für die Kalibrierung von Drehmomentschlüsseln und Drehmomentschraubern.
Nach Unternehmensangaben zählt der Kalibrierdienstleister mit bis zu 3 000 Kalibrierungen pro Tag zu den Marktführern in Europa. Perschmann Calibration vertreibt zudem die eigene Messmittelverwaltungs- und Kalibriersoftware trendic®.

### Perschmann Sp. z o.o.
Perschmann Sp. z o.o. ist zu 100 Prozent ein Tochterunternehmen der Hch. Perschmann GmbH mit über 100 Mitarbeitern. Die Firma wurde 1997 gegründet. Vom Standort Poznań aus vertreibt sie das Sortiment der Hoffmann Group in ganz Polen.

### F&M Werkzeug- und Maschinenbau GmbH
Seit dem 1. Januar 2018 ist die Perschmann Gruppe Mehrheits-Eigentümer der F&M Werkzeug- und Maschinenbau GmbH. Die Firma mit Sitz in Berlin startete 2010 am Markt als konventionelles Werkzeug- und Maschinenbauunternehmen und entwickelte sich zu einer spezialisierten IT-Entwicklungseinheit im industriellen Umfeld der Zerspanung. Inzwischen entwickelt das Unternehmen ausschließlich Software und digitale Werkzeuge im Bereich der zerspanenden Fertigung. Die wichtigste Entwicklung von F&M ist die Marke „smartblick“, ein System zur Effizienzsteigerung des CNC-Maschinenparks.

### Perschmann Business Services GmbH
Die Perschmann Business Services GmbH wurde am 1. April 2018 gegründet. Das Unternehmen bündelt als Shared Services Center die administrativen Fachabteilungen der gesamten Perschmann Gruppe. Zu den Aufgaben der rund 85 Mitarbeiter zählen unter anderem die Bereiche Finanzen und Controlling, Personal, IT, Marketing und Facility Management.

### Ulrich Perschmann Stiftung
Die Ulrich Perschmann Stiftung wurde 2012 von dem ehemaligen Geschäftsführer Ulrich Perschmann gegründet. Die gemeinnützige Stiftung fördert Kinder und Jugendliche beim Heranwachsen zu einer eigenverantwortlichen Persönlichkeit und unterstützt beispielsweise das Lesenlernen. Sie vergibt bis zu vier Stipendien und kooperiert mit der Bürgerstiftung Braunschweig.
Darüber hinaus engagiert sich die Perschmann Gruppe bei vielfältigen Projekten, wie z. B. für die Hoffmann Group Foundation.